# Invitație
Invitația este un text scris prin care o persoană (sau grup de persoane) este chemată să participe la un eveniment important pentru cel care o trimite. Dacă se oferă personal, nu se completează datele la expeditor și destinatar.